# 모드시큐리티
모드시큐리티(ModSecurity)는 오픈 소스 웹 애플리케이션 방화벽(WAF)이다. 처음에 아파치 HTTP 서버의 한 모듈로서 설계되었으며 아파치 HTTP 서버, 마이크로소프트 인터넷 정보 서비스(IIS), Nginx를 포함한 수많은 다양한 플랫폼들에 걸쳐 다른 보안 기능들과 함께 HTTP 요청 및 응답 필터링 기능을 제공하는 형태로 발전했다.
아파치 라이선스 2.0 하에서 배포되는 자유 소프트웨어이다.